# Erik Knudsen
Erik Kenneth William Knudsen (ur. 25 marca 1988 w Toronto) – kanadyjski aktor duńskiego i szkockiego pochodzenia. Występował w roli Daniela w trzech częściach horroru – Piła II, Piła V i Piła 3D oraz w roli Aleca w serialu science-ficition – Continuum: Ocalić przyszłość.

## Życie i kariera
Knudsen urodził się w Toronto w prowincji Ontario w Kanadzie. W roku 1999 otrzymał swoją pierwszą rolę w serialu Real Kids, Real Adventures, gdzie wcielił się w postać Alexa Schrefflera w odcinku pt. Heimlich Hero: The Michelle Shreffler Story. W 2001 roku gościnnie wystąpił w serialu The Guardian jako myśliwy. Został nominowany do nagrody Young Artist Award za najlepszy występ w serialu telewizyjnym. W 2003 roku zagrał w komedii Mental Block jako Donovan Mackay. W roku 2009 zagrał w filmowej adaptacji powieści Grzeczny i grzeszny. Rok później zagrał w filmie Scott Pilgrim kontra świat jako wokalista fikcyjnego zespołu Crash and the Boys. W 2005 otrzymał rolę Daniela w znanym horrorze Piła II. W roku 2013 zagrał w serialu Continuum: Ocalić przyszłość, za tę rolę został trzykrotnie nominowany do nagrody Saturn Award za najlepszego drugoplanowego aktora telewizyjnego.

## Filmografia

### Filmy
- 2000: Tribulation jako młody Tom Canboro
- 2000: Wspólny mianownik (Common Ground) jako młody Johnny Burroughs
- 2000: Walnięty Święty?! (Santa Who?) jako niegrzeczny chłopiec
- 2001: The Familiar Stranger jako młody Chris Welsh
- 2001: Stolen Miracle jako młody Tommy
- 2003: Full-Court Miracle jako TJ Murphy
- 2005: The Prize Winner of Defiance, Ohio jako Rog Ryan w wieku 13 lat
- 2005: Piła II (Saw II) jako Daniel Matthews
- 2006: Booky Makes Her Mark jako Arthur Thomson
- 2006: Bon Cop, Bad Cop jako Jonathan Ward
- 2006: A Lobster Tale jako Timmy Brock
- 2008: A Teacher's Crime jako Jeremy Rander
- 2008: Piła V (Saw V) jako Daniel Matthews
- 2009: Grzeczny i grzeszny (Youth in Revolt) jako Lefty
- 2010: Piła 3D (Saw 3D) jako Daniel Matthews
- 2010: Scott Pilgrim kontra świat (Scott Pilgrim vs. the World) jako Luke „Crash” Wilson
- 2011: Bestia (Beastly) jako Trey Madison
- 2011: Krzyk 4 (Scream 4) jako Robbie Mercer
- 2012: The Barrens jako Ryan
- 2017: Bon Cop, Bad Cop 2 jako Jonathan Ward
- 2017: Stickman jako Jonathan Jeremy

### Seriale
- 1999: Real Kids, Real Adventures jako Alex Schreffler (odc. 8, sez. 3)
- 2000: In a Heartbeat jako Jason (odc. 11, sez. 1)
- 2001–2002: The Guardian jako myśliwy
- 2001: Doc jako Mitch
- 2003–2004: Mental Block jako Donovan Mackay
- 2004: Blue Murder jako Jake Green (odc. 4, sez. 4)
- 2005: Kevin Hill jako Ryan Stallinger (odc. 22, sez. 1)
- 2006–2008: Jerycho (Jericho) jako Dale Turner
- 2008: Punkt krytyczny (Flashpoint) jako Jackson Barcliffe (odc. 6, sez. 1)
- 2012: Szpital nadziei (Saving Hope) jako Mitchell (odc. 1, sez. 1)
- 2012–2015: Continuum: Ocalić przyszłość (Continuum) jako Alec Sadler
- 2012: Degrassi: Nowe pokolenie (Degrassi) jako Darrin Howe
- 2016: 12 małp (12 Monkeys) jako Thomas Crawford Jr. (odc. 16, sez. 2)
- 2017: Mgła (The Mist) jako Vic
- 2017: Killjoys jako McAvoy